# Saint-Vérand (Rodan)
Saint-Vérand – miejscowość i gmina we Francji, w regionie Owernia-Rodan-Alpy, w departamencie Rodan.
Według danych na rok 1990 gminę zamieszkiwało 760 osób, a gęstość zaludnienia wynosiła 43 osób/km² (wśród 2880 gmin regionu Rodan-Alpy Saint-Vérand plasuje się na 936. miejscu pod względem liczby ludności, natomiast pod względem powierzchni na miejscu 616.).

## Współpraca
Miejscowość partnerska:
- Chiny, Belgia